# Château La Serre
Ne doit pas être confondu avec Château de la Serre.
 (août 2019).
Si vous disposez d'ouvrages ou d'articles de référence ou si vous connaissez des sites web de qualité traitant du thème abordé ici, merci de compléter l'article en donnant les références utiles à sa vérifiabilité et en les liant à la section « Notes et références ».
Le château La Serre, est un domaine viticole situé à Saint-Émilion en Gironde. En AOC Saint-Émilion, il est classé Grand Cru Classé dans les derniers classements des vins de Saint-Émilion de 2006. Les propriétaires sont Luc et Béatrice d'Arfeuille.

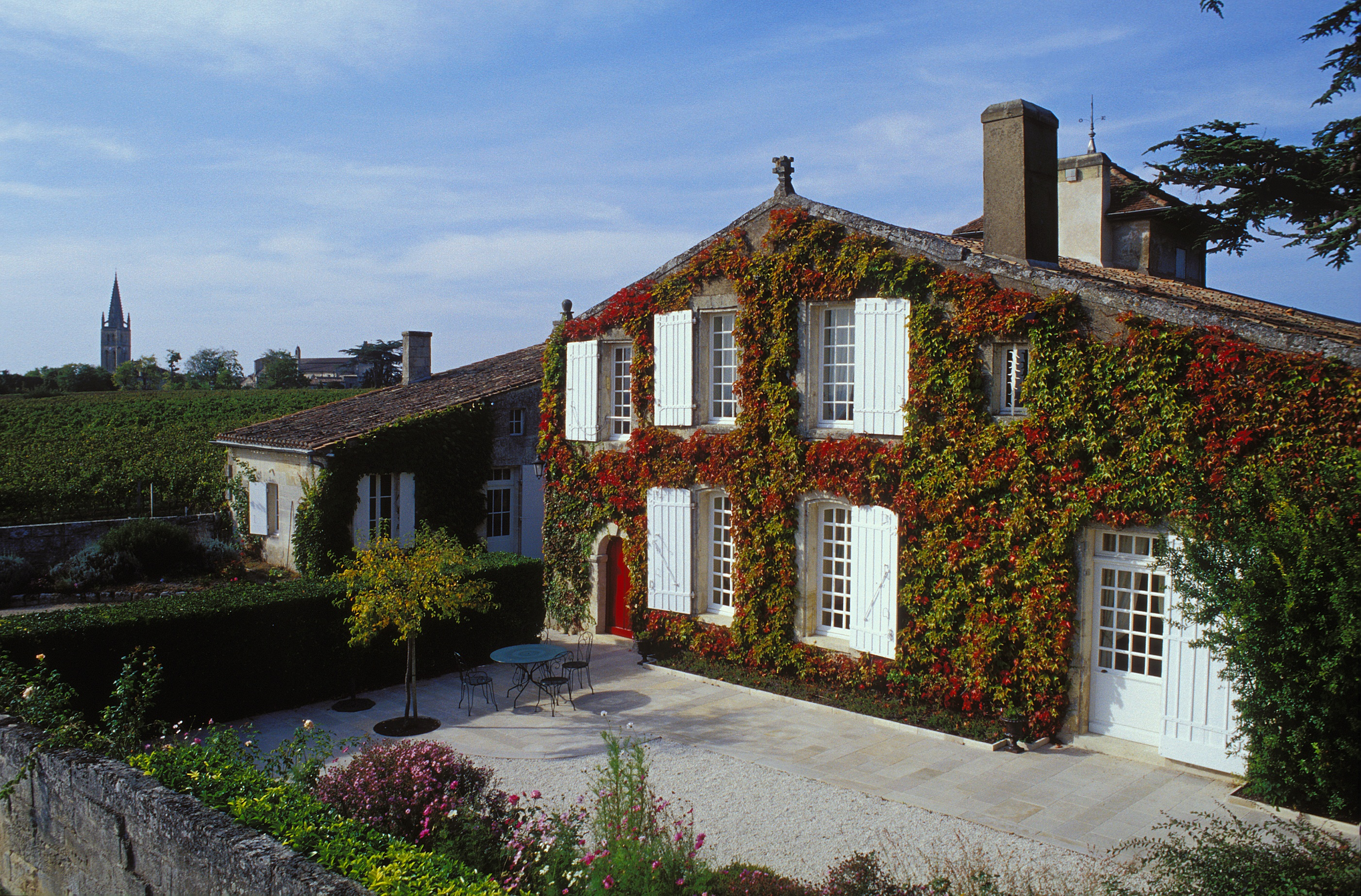
Façade Sud du Chateau La Serre

## Origine et Situation
La Serre est situé très près de Saint-Emilion, à deux cents mètres des remparts de la ville. La propriété tiendrait son nom de son exceptionnelle exposition plein sud.
La demeure fut construite à la fin du XVIIe siècle par Romain de Labayme, dont la famille fort ancienne comptait des Jurats, des avocats au Parlement de Bordeaux et cinq maires de 1541 à 1728; ce dernier était qualifié de "Sieur de Laserre".

## Le Vignoble
- Création du vignoble: Début de la culture de la vigne à Saint-Emilion
- Situation : Plateau
- Superficie : 7 hectares
- Terroirs : Argilo-calcaires
- Cépages : 80 % merlot et 20 % cabernet
- Age moyen du vignoble : 30 ans

## La Vinification
- Cuves : Ciment et inox
- Cuvaison : trois semaines
- Barriques : 50 % en fûts de chêne neufs
- Temps de passage en barriques : 12 à 18 mois
- Production annuelle(moyenne) : 36 000 bouteilles